# یوآخیم گاوک
یوآخیم ویلهلم گاوک (به آلمانی: joˈʔaxɪm ˈɡaʊk؛ به انگلیسی: Joachim Wilhelm Gauck؛ زادهٔ ۲۴ ژانویه ۱۹۴۰) یک فعال حقوق مدنی و سیاستمدار آلمانی است که از سال ۲۰۱۲ تا ۲۰۱۷ به عنوان یازدهمین رئیس‌جمهور آلمان فعالیت کرد. او قبلاً یک کشیش لوتری، بوده و به عنوان یکی از فعالان برجسته ضد کمونیست حقوق مدنی در آلمان شرقی شناخته شده‌ است.
او یکی از بنیان‌گذاران یکی از جنبش‌های مخالف در آلمان شرقی بود که به سقوط دیکتاتوری مورد حمایت اتحاد جماهیر شوروی، کمک بسیاری کرد.
پس از اتحاد دوباره آلمان، او به عنوان اولین کمیسر فدرال برای آرشیو اشتازی توسط مجلس فدرال انتخاب شد و از سال ۱۹۹۰ تا ۲۰۰۰ در این سمت بود و به عنوان یک شکارچی اشتازی و مدافع خستگی ناپذیر دمکراسی و افشای جنایات پلیس مخفی سابق کمونیستی شناخته شده‌ است.
او نامزد حزب سوسیال دموکرات آلمان و اتحاد ۹۰/سبزها در انتخابات ۲۰۱۰ ریاست جمهوری آلمان بود. او با ۹۹۱ از ۱۲۲۸ رأی در کنوانسیون فدرال در انتخابات ۲۰۱۲ و به عنوان یک نامزد بی‌طرف با اجماع حزب سوسیال دموکرات آلمان(SPD)٬ حزب دموکرات آزاد آلمان(FDP)، اتحادیه سوسیال مسیحی بایرن (CSU)، اتحادیه دموکرات مسیحی آلمان (CDU)٬ به عنوان رئیس‌جمهور آلمان انتخاب شد.
او نویسنده کتاب کمونیسم سیاه است و خواستار دفاع از آزادی و حقوق بشر در سراسر جهان است.
او توسط آنگلا مرکل، صدراعظم به عنوان "معلم واقعی دموکراسی" و "مدافع خستگی ناپذیر آزادی، دموکراسی، و عدالت توصیف شده‌ است "
وال استریت ژورنال از او به عنوان آخرین رهبران اعتراضی یاد می‌کند.
او تاکنون افتخارات بسیاری از جمله جایزه هانا آرنت را در سال ۱۹۹۷ دریافت کرده‌ است.

## زندگی شخصی
یوآخیم همسرش گرهیلد گاوک را از دوران کودکی می‌شناخت و با وجود مخالفت پدرش با او ازدواج کرد. اما آن‌ها در سال ۱۹۹۱ از هم جدا شدند و دارای ۴ فرزند ۲ دختر و ۲ پسر می‌باشند. سه فرزند او که بزرگتر بودند در اواخر سال ۱۹۸۰ آلمان شرقی را ترک کرده و به آلمان غربی مهاجرت کردند ولی فرزند آخر آن‌ها به نام کاترینا که در آن زمان هنوز یک کودک بود در کنار پدر و مادرش باقی‌ماند.
از سال ۲۰۰۰، دانیلا سچادت که یک روزنامه‌نگار است، همراه او بوده‌ است.

## دوران کودکی و زندگی در آلمان شرقی (۱۹۴۰–۱۹۸۹)
او فرزند یوآخیم گوواک (۱۹۰۷) و اولگا گوواک (۱۹۱۰) است که در روستوک زاده شد.
پدرش افسر برجسته نیروی دریایی آلمان نازی (کاپیتان در دریا) و یک کاپیتان کشتی با تجربه بود که پس از جنگ جهانی دوم به عنوان بازرس در شرکت کشتی‌سازی نپتون ورفت مشغول به کار بود. پس از پایان جنگ جهانی دوم و به قدرت رسیدن کمونیست‌ها در جمهوری دموکراتیک آلمان (آلمان شرقی) خانواده او نیز قربانی اذیت و آزار کمونیست‌ها بود. وقتی یوآخیم در سال ۱۹۵۱ یازده‌ساله بود پدرش توسط نیروهای اشغالگر شوروی دستگیر شد و برگردانده نشد. او در یک دادگاه نظامی شوروی برای در اختیار داشتن یک مجله غربی در مورد امور دریایی به جاسوسی برای غرب و به اعدام محکوم شده بود و به گولاگ در سیبری تبعید شده بود. که در آنجا به دلیل بدرفتاری از نظر جسمی پس از یک سال غیرفعال شده بود و نزدیک به ۳ سال خانواده او هیچ اطلاعی از وضعیتش نداشتند. پس از سفر رسمی کنراد آدناور به مسکو مذاکراتی برای آزادی هزاران تن از زندانیان آلمانی زمان جنگ و افراد غیرنظامی که تبعید شده بودند صورت گرفت و او در سال ۱۹۵۵ آزاد شد.

او در روستوک فارغ‌التحصیل شد؛ و در فعالیت‌های سیاسی خود از مصیبت‌های پدرش الهام گرفته بود، و گفته‌است که با تأسیس «جنبش ضد کمونیسم» بزرگ شده‌است. او در جوانی قصد داشته که یک روزنامه‌نگار شود اما چون او یک کمونیست نبود مورد مجازات قرار می‌گیرد. و مطالعه الهیات و تبدیل شدن به یک کشیش در کلیسای پروتستان در مکلنبورگ روی می‌آورد. او اعلام کرده‌است که قصد اولیه او تبدیل شدن به یک کشیش نبوده و هدف او مطالعه الهیات و آشنایی با فلسفه و کلیسا به عنوان یکی از چند نهاد کمونیستی در آلمانی شرقی که ایدئولوژی کمونیستی بر آن‌ها غالب بود، بوده‌است. با این وجود، او در نهایت به یک کشیش تبدیل شد. در ابتدا کار او به عنوان یک کشیش در آلمان شرقی به علت خصومت رژیم کمونیستی نسبت به کلیسا بسیار دشوار بود برای سال‌های زیادی تحت نظر ثابت اشتازی (پلیس مخفی) بود و مورد آزار و اذیت قرار می‌گرفت. و در پرونده‌های اشتازی از او به عنوان یک «اصلاح ناپذیر ضد کمونیست» یاد شده‌است. او گفته‌است که «در سن نه سالگی، من می‌دانستم که سوسیالیسم نظامی ناعادلانه بود.»

## بعد از سال ۱۹۸۹

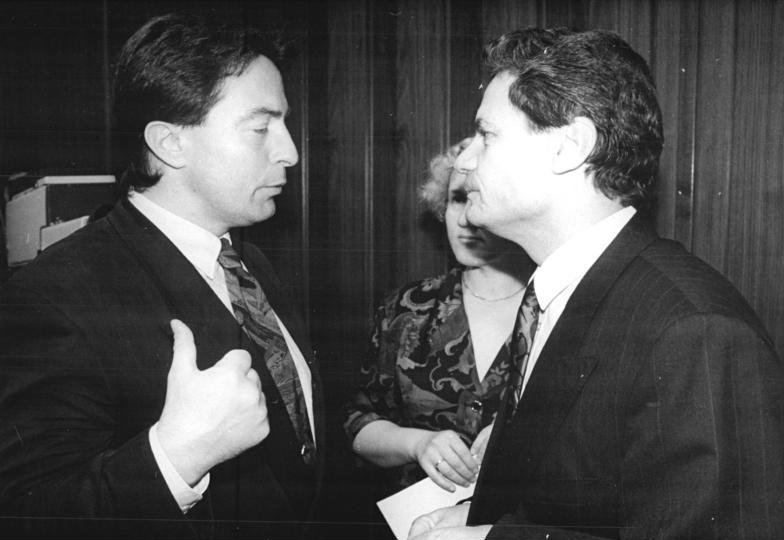
یواخیم گاوک در سال ۱۹۹۰

در طول انقلاب مسالمت‌آمیز سال ۱۹۸۹، او عضو انجمن جدید، جنبش اپوزیسیون دموکراتیک شد و به عنوان سخنگوی جنبش انتخاب شد. او همچنین بخشی در تظاهرات بزرگ علیه رژیم کمونیستی بود. در انتخابات آزاد در تاریخ ۱۸ مارس ۱۹۹۰ تا انحلال GDR در ماه اکتبر سال ۱۹۹۰ او به عنوان نماینده مردم انتخاب شده بود.
در ۲ اکتبر ۱۹۹۰، روز قبل از انحلال GDR، او به عنوان نماینده ویژه برای آرشیو اشتازی انتخاب گردید و پس از انحلال GDR او به عنوان نماینده ویژه دولت فدرال برای بایگانی اشتازی توسط پرزیدنت ریچارد فون ویزساچر و هلموت کوهل، صدراعظم منصوب شد. به این ترتیب، او مسئول آرشیوهای اشتازی و بررسی جرائم‌های کمونیستی بود و تا سال ۲۰۰۰ در این سمت خدمت کرد.
یوآخیم از ۳ تا ۴ اکتبر ۱۹۹۰ به عنوان یک عضو از مجلس فدرال، پارلمان آلمان خدمت کرده‌است که تاکنون کوتاه‌ترین عضویت در خدمت پارلمان آلمان بوده‌ است.
از سال ۲۰۰۳، او رئیس انجمن ("علیه فراموشی - برای دموکراسی")، بوده‌است و از سال ۲۰۰۱–۲۰۰۴ در هیئت مدیره مرکز نظارت بر نژادپرستی و بیگانه‌ستیزی اروپا خدمت کرده‌است.

## سیاست

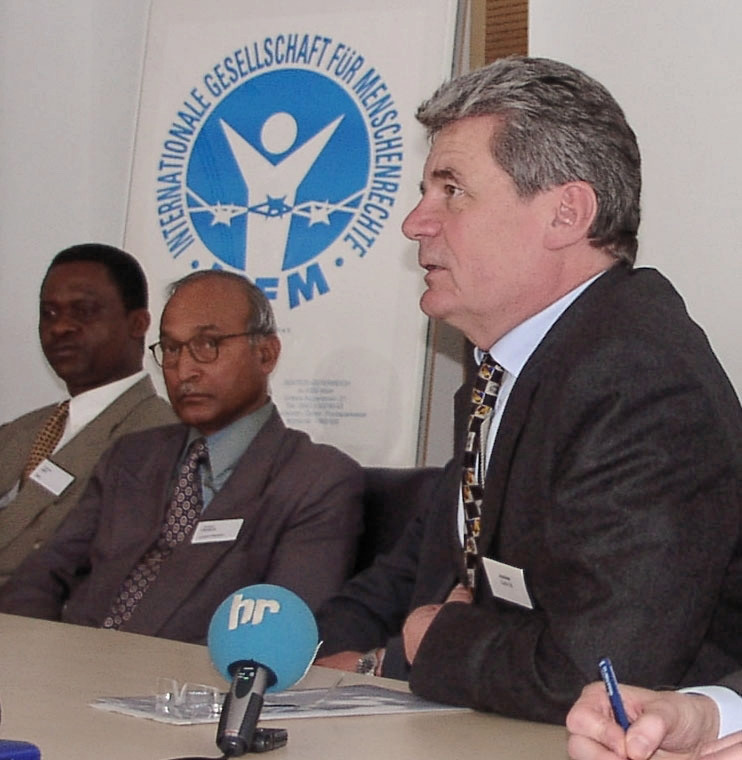
یواخیم گاوک در یک کنفرانس مطبوعاتی از جامعه بین‌المللی برای حقوق بشر، که در آن او در مورد اشتازی سخنرانی می‌کند.

### دیدگاه‌های سیاسی
به مناسبت تولد ۷۰ سالگی در سال ۲۰۱۰، توسط آنگلا مرکل، صدراعظم به عنوان یک «معلم واقعی دموکراسی» و «مدافع خستگی ناپذیر آزادی، دموکراسی و عدالت» مورد تقدیر قرار گرفت.

### کاندیدای ریاست جمهوری
در ۳ ژوئن ۲۰۱۰، یوآخیم گوواک برای رئیس‌جمهور آلمان در انتخابات سال ۲۰۱۰ توسط SPD و سبزها نامزد بود. او عضو SPD و سبزها نمی‌باشد اگر چه حزب سابق او در آلمان‌شرقی در نهایت با سبزها ادغام شدند و اتحادیه دموکرات مسیحی CDU نیز از نامزدی او در انتخابات حمایت کرد.
گرچه یک بار خود را به عنوان محافظه‌کار لیبرال شرح داده بود بعد از نامزدی خود اظهار داشت: «من نه قرمز و نه سبز هستم، من یوآخیم گوواک هستم»
فرانکفورتر آلگماینه زایتونگ او را به عنوان یک محافظه کار لیبرال توصیف می‌کند.
او به‌طور گسترده‌ای مورد احترام سراسر طیف‌های سیاسی است و در میان CDU / CSU و سیاستمداران FDP بسیار محبوب است. مدعی اصلی او، کریستیان وولف و سیاستمداران تمام احزاب دولت اعلام کردند که گوواک مورد احترام است. یورگ سچونبوهم رئیس سابق CDU براندنبورگ نیز از وی پشتیبانی و حمایت می‌کند. گوواک در اصل توسط آندریاس شولز که در آن زمان مشاور ارتباطات با سبزها در مجلس فدرال بود به عنوان یک کاندیدای ریاست جمهوری معرفی شد. شولز در سال ۲۰۱۰ و ۲۰۱۲ به عنوان سخنگوی گوواک منصوب شد.

### رئیس‌جمهور آلمان
رئیس‌جمهور توسط همایش اتحادیه (Bundesversammlung)، که اجلاس فدرال نیز گفته‌اند، انتخاب می‌شود. همایش اتحادیه تشکیل شده‌است از کل نمایندگان بوندستاگ بعلاوهٔ به تعداد همینان، نمایندگان برگزیدگان مجلس‌های ایالتی. این برگزیدگان لزوماً عضو مجلس ایالتی یا سیاست‌مدار رسمی نیستند، ممکن است مثلاً از چهره‌های فرهنگی و هنری باشند.

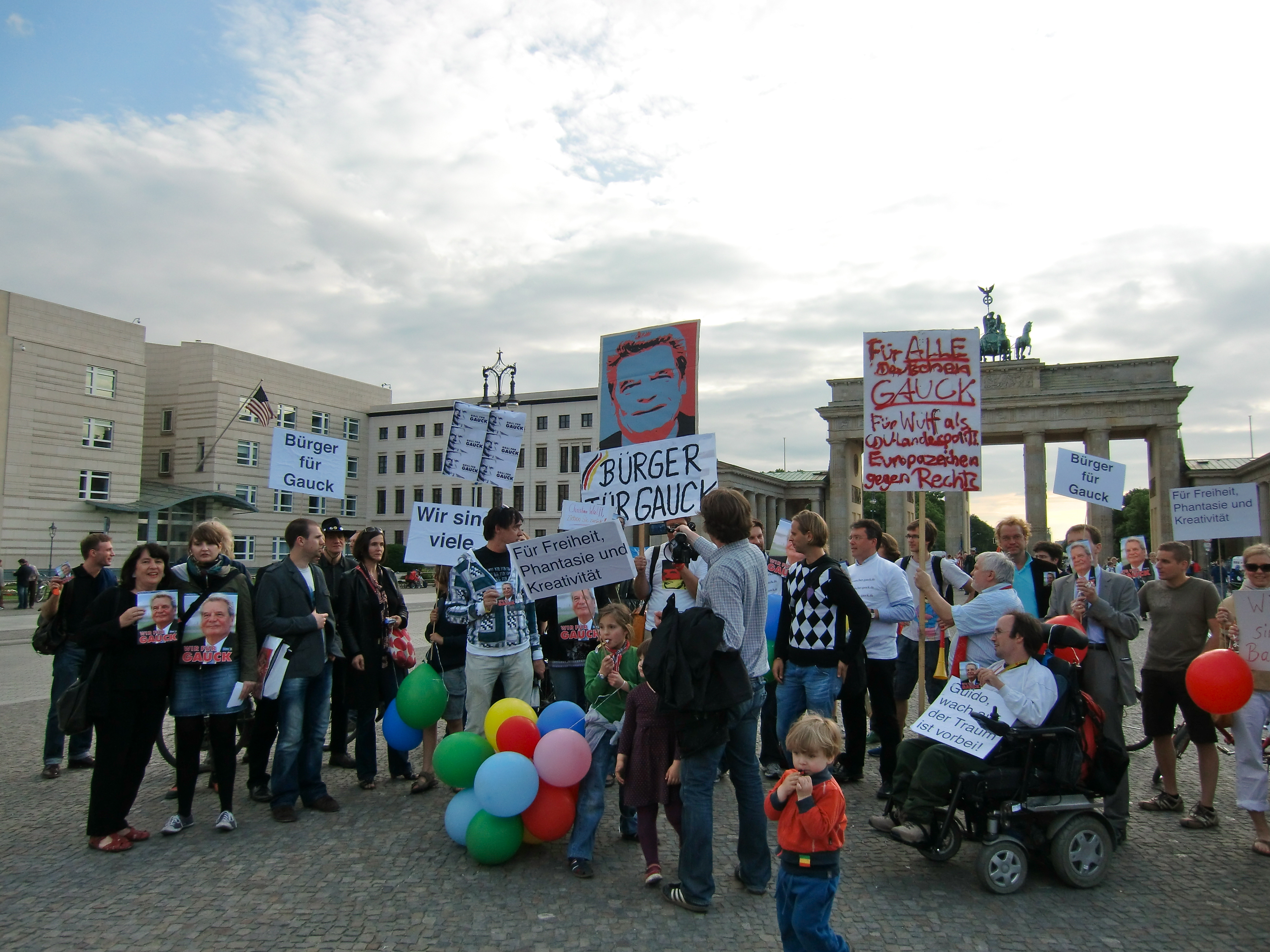
حامیان گاوک در سال ۲۰۱۰

#### انتخابات
پس از استعفای رئیس‌جمهور کریستیان وولف در ۱۷ فوریه ۲۰۱۲، یوآخیم گوواک به عنوان نامزد مشترک برای رئیس‌جمهور آلمان در تاریخ ۱۹ فوریه توسط احزاب دولت، CSU و CDU و FDP معرفی شد. او در نتیجه توسط همه احزاب عمده ارائه شده در کنوانسیون فدرال، به جز یک حزب، مورد حمایت قرار گرفت. بر اساس یک نظرسنجی انجام شده برای استرن، نامزدی گوواک با حمایت بالایی مواجه شد.
گوواک در ۱۸ مارس ۲۰۱۲، با ۹۹۱ از ۱۲۲۸ رأی در کنوانسیون فدرال به عنوان رئیس‌جمهور آلمان انتخاب شد.

## افتخارات
- ۱۹۹۱: مدال تئودور هوس
- ۱۹۹۵: صلیب شایستگی فدرال
- ۱۹۹۶: جایزه اهلرز هرمان
- ۱۹۹۷: جایزه هانا آرنت
- ۱۹۹۹: دکترای افتخاری از دانشگاه روستوک
- ۱۹۹۹: جایزه ناجی ایمر از مجارستان
- ۲۰۰۰: جایزه استرنبرگر دولف
- ۲۰۰۱: جایزه اریش کاستنره
- ۲۰۰۳: مدال شجاعت
- ۲۰۰۵: دکترای افتخاری از دانشگاه آوگسبورگ
- ۲۰۰۸: جایزه توماس دهلر

### افتخارات خارجی
- موناکو: صلیب بزرگ از سنت چارلز (۹ ژوئیه ۲۰۱۲).[۴۴]
- ایتالیا: صلیب شایستگی از جمهوری ایتالیایی (۲۰ فوریه ۲۰۱۳)